# Mildred Dolson
Mildred Jeanette Dolson (później Cavill, ur. 13 sierpnia 1918 w Toronto, zm. 17 lipca 2004 w North Palm Beach w stanie Floryda) – kanadyjska lekkoatletka specjalizująca się w krótkich biegach sprinterskich, uczestniczka letnich igrzysk olimpijskich w Berlinie (1936), brązowa medalistka olimpijska w biegu sztafetowym 4 × 100 metrów.

## Sukcesy sportowe
| Rok  | Miasto | Zawody                         | Konkurencja                                                                          | Wynik                                     |
| ---- | ------ | ------------------------------ | ------------------------------------------------------------------------------------ | ----------------------------------------- |
| 1936 | Berlin | Igrzyska olimpijskie           | sztafeta 4 × 100 m                                                                   | brązowy medal                             |
| 1938 | Sydney | Igrzyska Imperium Brytyjskiego | bieg na 100 jardów sztafeta na 110-220-110 jardów sztafeta na 220-110-220-110 jardów | brązowy medal srebrny medal brązowy medal |

## Rekordy życiowe
- bieg na 100 metrów – 12,2 – Calgary 24/05/1937[1]
- bieg na 200 metrów – 25,7 – Sydney 10/02/1938